# Frauenrechte in der Türkei

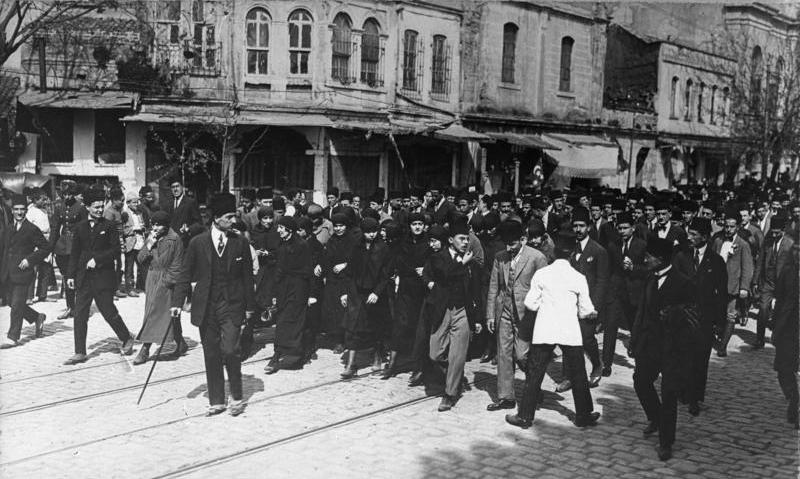
Die Galionsfigur des Feminismus in der Türkei Halide Edip Adıvar (2vR) setzte sich mit dem beginnenden Türkischen Befreiungskrieg vor allem durch Publikationen und Öffentliche Reden für die Beendigung der Besatzung ein.
Originalbeschreibung: „Türkische Frauen bei einer Demonstration, aber nicht für Frauenrecht, sondern für die Unabhängigkeit und Freiheit ihres Vaterlandes. Aufnahme von einer politischen Demonstration des Jahres 1922, die sich gegen die Besatzungsmacht (Engländer und Franzosen) richtet. Die Frauen tragen das russische Kopftuch.“ Istanbul 1922 (heute Bundesarchiv Koblenz)

Der Artikel Frauenrechte in der Türkei befasst sich mit der politischen, sozialen, wirtschaftlichen und rechtlichen Stellung der Frauen in der Türkei. Im Vergleich zum Osmanischen Reich wurden die Rechte der weiblichen Bevölkerung seit der Gründung der Türkischen Republik im Jahr 1923 durch grundsätzliche Rechtsreformen im Sinne einer rechtlichen Gleichstellung von Männern und Frauen gestärkt. Wegen verbleibender rechtlicher Lücken bzw. der fehlenden Umsetzung der bestehenden Gesetze, existieren weiterhin Ungleichbehandlungen aufgrund des Geschlechts.

## Frauenrechte im Osmanischen Reich
Frauen waren im Osmanischen Reich, besonders ab dem 16. Jahrhundert, starken staatlichen Repressionen ausgesetzt. Die theokratische osmanische Herrschaft kontrollierte durch den Erlass detaillierter Verordnungen das tägliche Leben, etwa durch Kleidungsvorschriften, Regelungen über das Verhalten der Frau außerhalb des Hauses sowie in der Ehe. Auch war der Zugang zu Bildung für Frauen sehr eingeschränkt. Ihnen stand lediglich die Grundschule bis zum 9. Lebensjahr offen.
Eine Ausnahme bildeten die Töchter aus reicheren Familien, denen die Erziehung durch Privatlehrer frei stand. Der Besuch einer höheren geistlichen Schule (Medrese) war nur den Jungen erlaubt. Besondere Rechte galten für Frauen aus der Familie des Sultans.
Außerdem waren jegliche politische Funktionen ausschließlich Männern zugänglich.
Im Zuge der Tanzimat-Reformen im 19. Jahrhundert beschloss die Osmanische Regierung 1839 die Durchführung einiger wichtiger Veränderungen, wobei der Handlungsspielraum der Frauen in den Bereichen Bildung, Erbrecht und Eheleben erweitert wurde.
Der erste Intellektuelle, der sich im Osmanischen Reich für die Gleichstellung der Geschlechter einsetzte, war der Gelehrte Şemseddin Sami (alb. Sami Frashëri), der auch einer der führenden Aktivisten der albanischen Nationalbewegung war. In seinem 1872 entstandenen Roman Taaşşuk -ı Talat ve Fitnat, der zu den ersten dieser Gattung auf Türkisch zählt, beschäftigte sich Şemseddin Sami mit dem Thema arrangierter Ehen und der Rolle der Frau in einer männerdominierten Gesellschaft. 1879 veröffentlichte er sein Werk Kardinlar (Frauen), in dem er sich für eine Geschlechterreform einsetzte und so zum Verfechter der Frauenrechte wurde. In seiner herausgegebenen Enzyklopädie Kamus al-A'lam brachte Şemseddin Sâmi zahlreiche Beweise für den Beitrag von Frauen zur Weltgeschichte. Şemseddin Sâmi betrachtete Männer und Frauen als unterschiedlich, glaubte aber auch an die Gleichstellung der Geschlechter. Man könnte ihn als Vater des Feminismus in der türkisch-muslimischen Welt bezeichnen.
Anfang des 20. Jahrhunderts schlossen sich einige vom damaligen Sultan abgesetzte und ins Exil gedrängte osmanische Parlamentarier und deren Anhänger zusammen, so dass 1908 die Wiederherstellung der verfassungsrechtlichen Ordnung erzwungen wurde. Im Rahmen dieser zweiten Konstitutionellen Periode (Meşrutiyet) gab es unter dem Einfluss der Jungtürken Bestrebungen, Frauen mehr Rechte zuzusprechen. Unter anderem wurde das Mindestheiratsalter für Frauen auf 17 Jahre, für Männer auf 18 Jahre festgelegt; Frauen konnten im Ehevertrag festlegen, dass der Ehemann keine zweite Frau heiraten durfte; außerdem erlangten sie das Recht auf Scheidung.
Zudem kam es in der Spätphase des Osmanischen Reiches zu ersten Gründungen von Frauenvereinen und Herausgabe von Presseorganen mit feministischen Ansätzen.

## Republik Türkei
In der Republik, die nach der Niederlage des Osmanischen Reiches im Ersten Weltkrieg und dem Türkischen Befreiungskrieg am 29. Oktober 1923 offiziell ausgerufen wurde, wurden die Frauenrechte einschneidend verändert.
Ebenfalls 1923 wurde eine erste feministische Partei gegründet, die Kadınlar Halk Fırkası mit der Vorsitzenden Nezihe Muhiddin. Als diese nicht zu Wahlen zugelassen wurde, setzte Muhiddin ihre Arbeit in der als Verein organisierten Türkischen Frauenunion (Türk Kadınlar Birliği) fort.

### Das neue Zivilgesetzbuch
Mustafa Kemal Atatürk setzte Richtlinien fest, nach denen der neue Nationalstaat aufgebaut werden sollte. Ihm ging es dabei in erster Linie um zwei Ziele: die Errichtung eines unabhängigen starken Staates und die Modernisierung aller Lebensbereiche. Dieses zeigten sich primär durch Abschaffung des bis dahin geltenden Zivilgesetzbuches (Mecelle), welches sich weitgehend auf islamische theokratische Regelungen stützte (Schari’a). Dieses Gesetzbuch wurde am 4. Oktober 1926 durch das türkische Zivilgesetzbuch, das das Schweizerische Zivilgesetzbuch zum Vorbild hatte, ersetzt. Für die Frauen wurde dadurch nahezu jeder Bereich des täglichen Lebens und der sozialen und politischen Rahmenbedingungen beeinflusst.
So wurde beispielsweise die Vielehe verboten, die Zivilehe zur Norm erhoben, beiden Ehepartnern das Scheidungsrecht zuerkannt und die weiblichen Rechte den männlichen im Erbrecht, im Eigentumsrecht und im Vormundschaftsrecht angeglichen. Außerdem wurden die höheren Schulen erstmals auch für Frauen geöffnet.
Allerdings wurde auch das Mindestheiratsalter der Frauen von 17 auf 14 Jahre heruntergesetzt und die Berufstätigkeit von Frauen nur mit Zustimmung ihrer Väter oder Ehemänner zugelassen. Im gesamten damaligen schweizerischen und türkischen Zivilrecht wurde der Mann als Oberhaupt der Familie definiert. Damit wurde ihm weitaus mehr Entscheidungsmacht als den weiblichen Familienmitgliedern zugesprochen. Eine vollkommene Rechtsgleichheit zwischen den Geschlechtern wurde dementsprechend mit dem neuen Zivilrecht nicht erreicht.

### Symbolismus und Modernismus

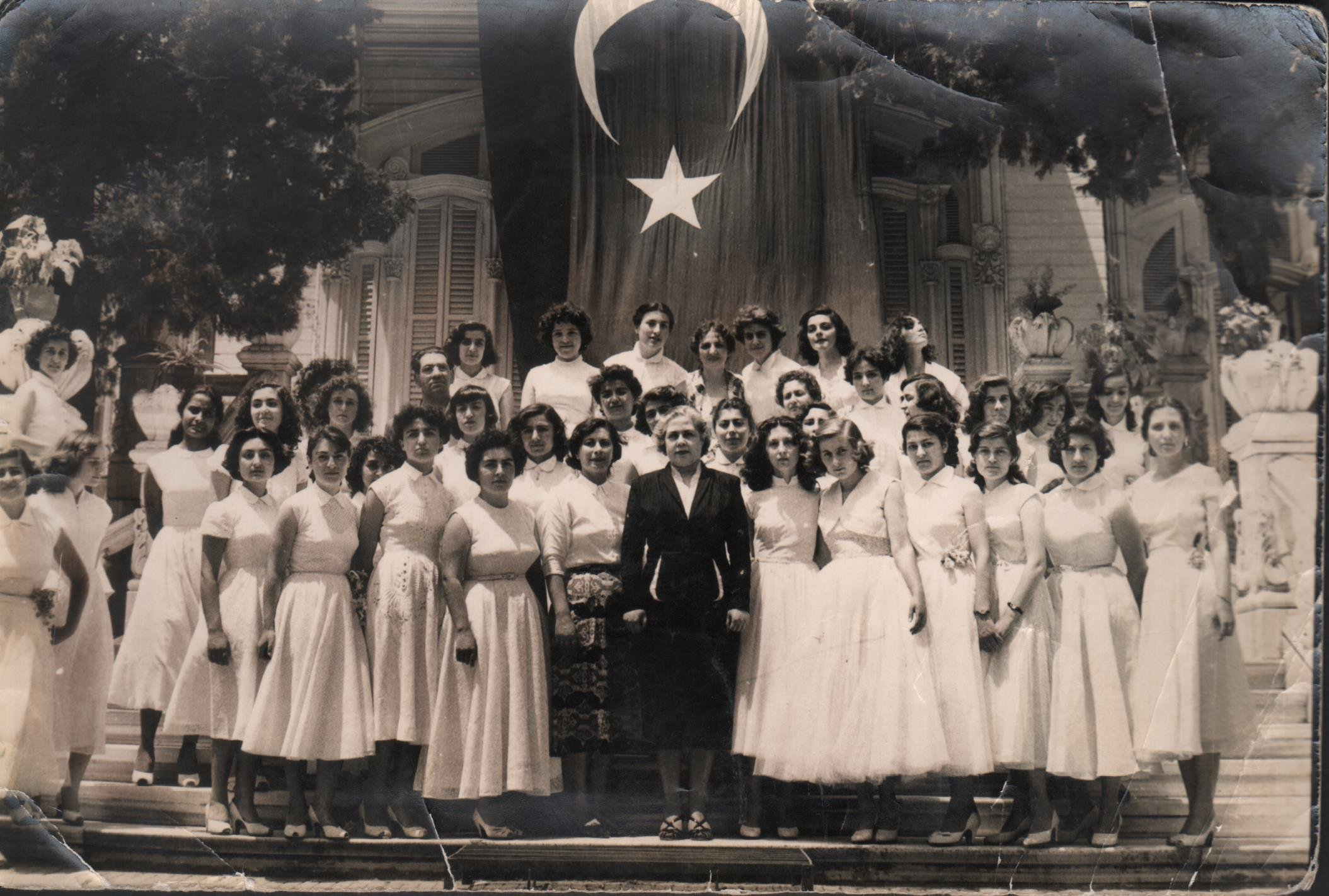
Schülerinnen bei der Diplomfeier der Çamlıca Girls’ High School im Jahr 1954

Atatürk beabsichtigte mit der Ausweitung der Frauenrechte nach Gündüz, Ekici sich in erster Linie nach außen hin modern und fortschrittlich zu zeigen. Ein weiterer Grund für Atatürks Betonung der weiblichen Rechte, besonders des Rechts auf Bildung, bestand darin, dass er für eine erfolgreiche, langfristige Modernisierung des Landes eine fortschrittliche Erziehung der Kinder als unverzichtbar bewertete. Frauen sollten vermehrt Bildung genießen dürfen, weil die Einstellung und Kompetenzen der späteren türkischen Bürger seiner Meinung nach großenteils von der erzieherischen Qualifikation der Mütter und Lehrerinnen abhing.
“On the Place and Duty of the Turkish Woman: With our people in the past, woman won a high measure of importance. As history will testify readily, our great ancestors and their mothers exhibited really great virtues. Of these virtues which we can enumerate here in many respects, the greatest and the most important was the fact of their rearing worthy children. Indeed the Turkish people’s achievement of great power and brilliant deeds all over the world, not only in Asia but in Europe too. This was owing to the fact that such a worthy ancestors as theirs reared virtuous children all the time and implanted in their minds unfailingly principles of valour and virtue. Here I want to state that our women, apart from their share of the general duties, are obliged to fulfil a task most important, most beneficent most virtuous to their kind: the task of being a good mother…For mothers of today it is a must to be equipped with all the good qualities needed in order to bring up knowledgeable children so as to make them active participants in today’s life. That is why our women have to be well informed, experienced, and learned, even more than our men. They have to be so if they really want to be the mothers of the country.” (Atatürk zit. n.)
Atatürks Fokus lag demzufolge auf der Bildung nationalistisch geprägter, fortschrittsgläubiger Mütter und Erzieherinnen zum Zwecke der langfristigen Modernisierung des Staates. Außerdem sollte durch die Erweiterung und Betonung bestimmter Frauenrechte das Bild einer modernen, laizistischen und liberalen Republik verstärkt werden.

### Politische Partizipation von Frauen

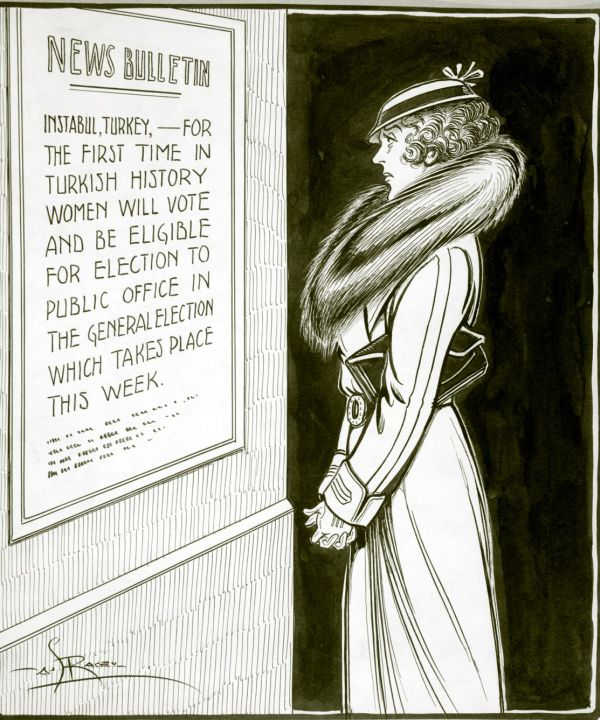
Karikatur 1930: Eine Frau aus Quebec erfährt, dass türkischen Frauen Wahlrecht eingeräumt wird

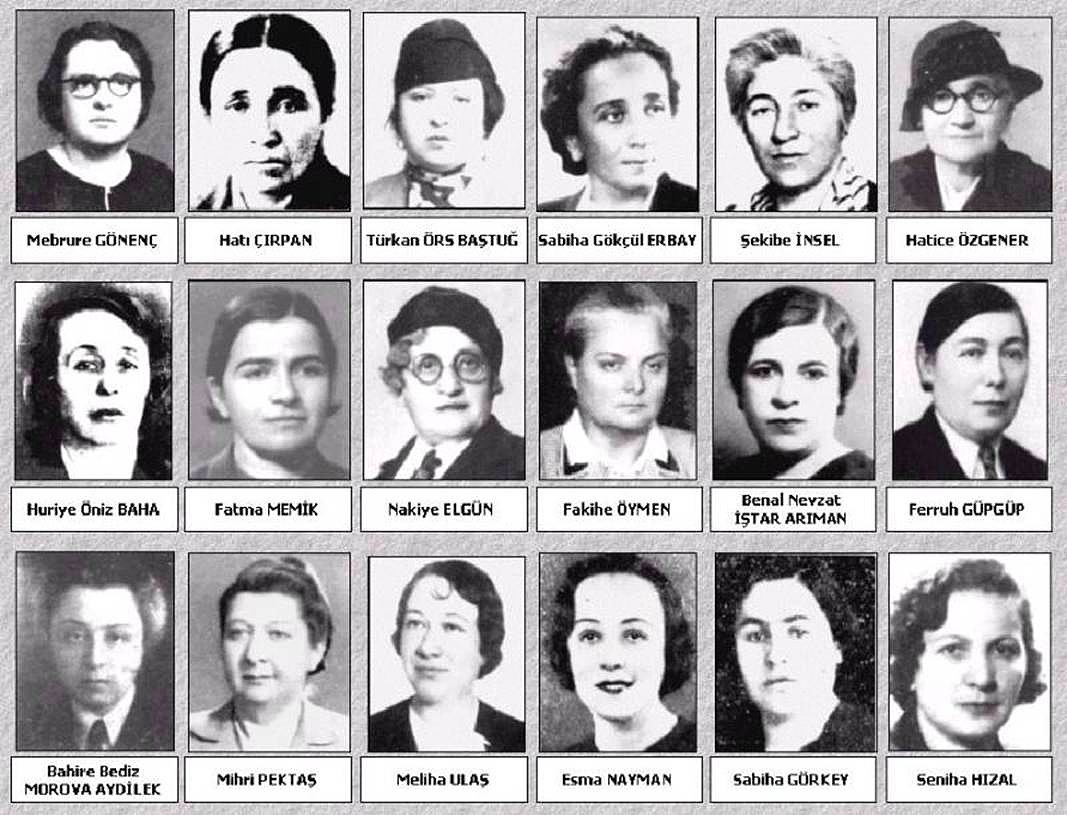
Die 18 ersten Frauen, die im Februar 1935 in die Große Nationalversammlung der Türkei gewählt wurden

Als wichtiger Schritt in Richtung einer realen Gleichstellung der Geschlechter gilt die Einführung des aktiven und passiven Frauenwahlrechts in den Jahren 1930 für Kommunalvertretungen und 1934 allgemein.
Die Zahl der seit 1935 tatsächlich ins türkische Parlament gewählten weiblichen Abgeordneten bleibt jedoch bis heute eher gering. Das höchste Maß an Repräsentation in der Türkischen Großen Nationalversammlung wurde lange Zeit ganz zu Beginn, im Jahr 1935 mit 18 Sitzen erreicht, das entspricht 4,6 %. Nach Finnland (6 %) war die Türkei damit an 2. Stelle in der Welt. Momentan liegt diese Quote bei 20,1 %.
| Wahljahre | Anzahl der Frauen | Abgeordnete | Frauen in Prozent |
| --------- | ----------------- | ----------- | ----------------- |
| 1935      | 18                | 395         | 4,6 %             |
| 1943      | 16                | 435         | 3,7 %             |
| 1950      | 3                 | 487         | 0,6 %             |
| 1965      | 8                 | 450         | 1,8 %             |
| 1973      | 6                 | 450         | 1,3 %             |
| 1983      | 12                | 400         | 3,0 %             |
| 1991      | 8                 | 450         | 1,8 %             |
| 1999      | 22                | 550         | 4,0 %             |
| 2002      | 24                | 550         | 4,4 %             |
| 2007      | 49                | 550         | 8,9 %             |
| 2011      | 79                | 550         | 14,3 %            |
| Juni 2015 | 97                | 550         | 17,6 %            |
| Nov. 2015 | 82                | 550         | 14,9 %            |
| 2018      | 105               | 600         | 17,5 %            |
| 2023      | 121               | 600         | 20,1 %            |

(Quelle: Gündüz 2002:89) (Stand 2007)
Die Tabelle verdeutlicht die relativ geringe Repräsentation der Frauen im parlamentarischen Entscheidungsgremium. Die Sozialwissenschaftlerin Zühal Yeşilyurt Gündüz nennt in ihrem Werk Die Demokratisierung ist weiblich. Die türkische Frauenbewegung und ihr Beitrag zur Demokratisierung der Türkei folgende Gründe für die geringe politische Präsenz von Frauen in der Großen Nationalversammlung:
„Die klientelistische Struktur der Politik in der Türkei neige ihrer Meinung nach zur Bildung von Männerbündnissen, die den Informationsfluss kontrollieren und Frauen den Zugang zu hohen politischen Ämtern erschweren. Außerdem sind die Konsequenzen des Jahre langen Ausschlusses von Frauen auf allen Ebenen der offiziellen Politik, gestützt auf die Begründung, dass die weibliche Natur zu hoher politischen Arbeit nicht geeignet sei, noch immer stark spürbar, was sich einerseits auf das Wahlverhalten der Türkinnen und Türken andererseits aber auch auf den Willen zur politischen Partizipation der Frauen selbst auswirke. Diese arbeiten oft (auch auf Grund des erlebten Ausschlusses) lieber auf der Ebene nicht-staatlicher, kleinerer politischer Organisationen.“
Die Politikwissenschaftlerin Şirvan Ekici zeigt darüber hinaus das Problem der Doppelbelastung auf: Obwohl der türkischen Frau formell der Zugang zu politischen Ämtern frei steht, wird sie noch immer hauptsächlich dem privaten, familiären Bereich zugeordnet und für die Erziehung der Kinder und die Führung des Haushaltes als allein verantwortlich angesehen. Außerdem hängt ihre Handlungsfreiheit durchgehend durch alle Einkommensschichten und Altersklassen oft noch von der Zustimmung der männlichen Verwandten ab, insbesondere der des Ehemannes und Vaters.

### Links-orientierte studentische Zusammenschlüsse
In den 60er und 70er Jahren bildete sich in der Türkei eine Studentenbewegung. Auch die Benachteiligungen der Frauen im öffentlichen und privaten Leben wurden diskutiert. Der Fokus der politischen Auseinandersetzung lag jedoch auf dem Gefälle zwischen den Klassen hinsichtlich der Bildungs-, Arbeits- und Einkommensmöglichkeiten und nicht auf den unterschiedlichen Rechten und Chancen der Geschlechter. Doch die Mitarbeit in primär marxistisch orientierten Studentenzirkeln stärkte auch die Frauenbewegung: Die jungen, meist städtisch geprägten Frauen konnten dort relativ gleichberechtigt an politischen Diskussionen und Aktionen teilnehmen und bekamen die Gelegenheit, ihr Selbstbewusstsein zu stärken und politisch Position zu beziehen. Die türkischen Marxisten und Marxistinnen sahen gleichwohl die weit reichende Unterdrückung der Frauen in der sozio-ökonomischen Rückständigkeit des Landes und der ungerechten Verteilung der Reichtümer begründet. Daher war es ihr primäres Ziel, die wirtschaftlichen Disparitäten in der Türkei zu vermindern, wonach sich ihrer Meinung nach die Probleme der Frauen mit der Zeit von selbst erledigen würden.
Bereits in den 1960er Jahren hatten sich im Umfeld der Nationalen Heilspartei politisch aktive Frauen mit religiösem Hintergrund gebildet. 1975 formierte sich der säkular-kemalistisch ausgerichtete Fortschrittliche Frauenverein (İlerici Kadınlar Derneği).

### Entpersonalisierung und Entsexualisierung
Eine auffallend ähnliche Haltung innerhalb vieler linker, gesellschaftskritischer Organisationen und seitens der etablierten liberal-konservativen Abgeordneten war die männliche Ablehnung bzw. Verleugnung der Sexualität weiblicher Mitglieder. Die Mitstreiterinnen konnten politisch nur dann Einfluss nehmen, wenn sie ihre eigene sexuelle Identität verdeckten und die Rolle der Mutter oder Schwester (bacı) annahmen, deren nach außen hin betonte Asexualität den Männern die Unsicherheit im Zusammenhang mit den eigenen sexuellen Wünschen und Phantasien nehmen sollte.

### Individuelle Sexualität als gesellschaftliches Gut
Bis März 1999 war den Gerichten die Möglichkeit gegeben, Frauen, die dem gerichtlichen Urteil zufolge Ehebruch begangen hatten, Gefängnisstrafen zu erteilen, außerdem konnten Mädchen und junge Frauen in Staatsschulen und Waisenheimen Test auf Jungfräulichkeit unterzogen werden.

### Verbrechen im Namen der „Ehre“
Ein Problem bei einer eingehenden Untersuchung von Gewaltverbrechen gegen Frauen ist das Fehlen genauer statistischer Informationen über Ausmaß und regionale Konzentration. Das liegt einerseits daran, dass viele Gewalthandlungen, die in diesen Tatbestand fallen, vertuscht werden und von Tätern oder sogar von Familienangehörigen des Opfers als Selbstmorde getarnt werden und daher schwer zu erfassen sind. Außerdem fehlt es noch immer am Willen der staatlichen Institutionen (Exekutive und Judikative) der Kriminalität gegen Frauen ausreichend nachzugehen und entgegenzuwirken.
„Versuche, die Anzahl der „Verbrechen aus Ehre“ in der Türkei festzustellen, geben nicht das wahre Ausmaß wieder. So wird etwa im Jahresbericht des Türkischen Menschenrechtsvereins geschätzt, dass von 77 Frauen, die 2003 durch die Hand von Familienmitgliedern starben, 40 sogenannten „Verbrechen aus Ehre“ zum Opfer fielen. Viele Todesfälle werden jedoch gar nicht bekannt, Morde werden als Selbstmorde dargestellt und von den Familien vertuscht; und Frauen werden gezwungen oder veranlasst, sich selbst umzubringen. Da die Behörden es häufig an einer gründlichen Untersuchung des gewaltsamen Todes von Frauen mangeln lassen, ist jeder Versuch, solche Verbrechen vollständig zu erfassen, zum Scheitern verurteilt.“
Verbrechen im Namen der Ehre sind besonders in den kurdisch geprägten Regionen der Türkei verbreitet. Sie treten in erster Linie in den Kurdengebieten der östlichen und südlichen Türkei auf. „Ehrenmorde betreffen alle Schichten und alle Altersgruppen. In den meisten Fällen ist der Täter der Bruder des Opfers. Oft [erhalten] die Angeklagten mildere Strafen, wenn ihre Opfer alleinstehend und schwanger waren.“
Nach einer Untersuchung der Europäischen Union wurden in der Türkei zwischen 2001 und 2007 über 1.800 Frauen Opfer sogenannter „Ehren“-Morde.
Ein großes Problem stellte in der Vergangenheit in diesem Zusammenhang die oft unzureichende staatliche Verfolgung solcher Verbrechen dar. So stellten Staatsanwaltschaft und Polizei oft die Ermittlungen ein, wenn der Verdächtige den Anschuldigungen widersprach. Auch wurden Frauen, die Opfer von Gewalthandlungen geworden waren und diese anzeigen wollten, in vielen Fällen dazu angehalten, nach Hause zurückzukehren und „Frieden zu schließen“. In letzter Zeit wurden  hingegen Gesetze verabschiedet, welche gewalttätige Handlungen gegen Frauen deutlich schwerer und härter bestrafen.
Das und die oft verinnerlichte Vorstellung, als Frau kein Recht darauf zu haben, sich dem Willen des Ehemannes zu widersetzen führen dazu, dass viele Frauen Hilfe bei Polizei und Justiz erst gar nicht suchen. „In einer Studie (der Organisation ´Women for Women's Human Rights`; in der Türkei durchgeführt im Jahr 2000) gaben 57 Prozent der Frauen an, körperliche Gewalt erfahren zu haben, aber nur 1,2 Prozent hatten die Polizei verständigt, und 0,2 Prozent hatten Anzeige erstattet.“

### Äußere Liberalität und innerer Traditionalismus
Den Gerichten wird von staatlicher Seite ein weiter Ermessensspielraum zuerkannt, der es den Richtern ermöglicht, nach ihren Vorstellungen das Strafmaß autonom zu bestimmen. Dadurch werden die im letzten Jahrzehnt durchgeführten positiven Gesetzeserneuerungen oft durch die gerichtliche Praxis entwertet. Ähnliche Diskrepanzen zwischen geschriebenem und im Einzelfall vollzogenem Recht finden sich auch in mehreren anderen islamisch geprägten Staaten. Das Zulassen solcher Ermessensspielräume erlaubt es manchen Politikern, trotz des liberalen Gewandes einer rechtsstaatlichen, laizistischen Republik religiös geprägte, patriarchale Vorstellungen und Praktiken im Inneren aufrechtzuerhalten.

### Andere Formen der Unterdrückung
Auch bei anderen Straftat gegen Frauen bestehen Hemmschwellen, sich an die Strafverfolgungsbehörden zu wenden.

„In der Türkei reicht das Ausmaß der Gewalt gegen Frauen von der Nichterfüllung wirtschaftlicher Mindestbedürfnisse über verbale und psychologische Gewalt bis zu Schlägen, sexueller Gewalt und Mord. Erzwungene Heirat, auch von Minderjährigen, berdel (die wechselseitige Verheiratung von Frauen, um Mitgift und andere Hochzeitskosten zu sparen) und beşik kertmesi (eine Form der arrangierten Hochzeit, bei der Familien neugeborene Mädchen „austauschen“ und sie zwingen zu heiraten, sobald sie als alt genug dafür betrachtet werden).“

Bezüglich dieser Tatbestände ist es schwer, genaue Informationen über deren Ausmaß und regionale Konzentration zu erhalten. Dennoch lässt sich die Schwere und die Verbreitung der an Frauen begangenen Verbrechen anhand von mehreren kleineren Studien, die von Amnesty International zusammengetragen wurden, ungefähr einschätzen:
- So gaben 1994 einer vom „Amt für den Status der Frauen“ durchgeführten Untersuchung zufolge 40 Prozent der befragten Männer an „es akzeptabel zu finden, Frauen und Mädchen mit Gewalt zu ´disziplinieren´“. Eine andere Studie schätzte, dass 58 Prozent der Frauen familiäre Gewalt erlitten hatten, nicht nur von ihren Männern, Verlobten, Freunden und Brüdern, sondern auch von Familienangehörigen ihres Mannes.[19]
- In einer Gruppe von Frauen der Mittel- und Oberschicht hatten 63,5 Prozent sexuelle Angriffe erlebt.[20]
- Nach einer anderen Studie zu Frauen in Ankara erlebten 64 Prozent Gewalt von ihren Ehemännern, 12 Prozent von Ehemännern, von denen sie sich getrennt hatten, acht Prozent von Partnern, mit denen sie zusammen lebten, und zwei Prozent von der Familie. Es wurde festgestellt, dass 59 Prozent der Frauen Opfer von Gewalt waren.[21]
- Laut einer Untersuchung der Stiftung Mor Çatı (Lila Dach) zwischen 1990 und 1996 lebten 88,2 Prozent von 1259 Frauen in einer gewalttätigen Umgebung. 68 Prozent wurden von ihren Ehemännern geschlagen.[22]
- 16 Prozent gaben an, dass ihre Männer sie vergewaltigt hatten.[23]
- Eine Studie über 599 Frauen in der Südost-Türkei fand heraus, dass 51 Prozent Vergewaltigung in der Ehe und 57 Prozent körperliche Gewalt erfahren hatten.[24]

In jüngerer Zeit nimmt die Anzahl der gemeldeten gewalttätigen Übergriffe gegen Frauen in erheblichem Maße zu.

### Feministische Bewegung
Der Kampf gegen männliche Gewalt war stets ein wichtiges Anliegen der feministischen Bewegung. Besonders aber nach dem Militärputsch von 1980 bildeten sich immer mehr Gruppen, die gegen staatliche und nichtstaatliche Übergriffe mobilisierten. Das hing damit zusammen, dass die Militärherrschaft alle politischen Parteien und Organisationen verboten hatte und sich die Frauenbewegung in der Folge dieses politische Vakuum zu Nutze machte, um mit Kampagnen und Demonstrationen auf die gesellschaftlichen Probleme aufmerksam zu machen. Außerdem wurden Diskussionsgruppen und Frauenvereine gegründet, die auch Frauenzeitschriften herausgaben. Als eine der ersten groß angelegten Aktionen nach der Militärintervention gilt eine feministische Unterschriftenaktion im Jahr 1986 (7000 Stimmen), deren Ziel es war, von der Politik die Implementierung der UN-Konvention zur Eliminierung jeglicher Formen der Diskriminierung gegen Frauen (CEDAW) und die Ergreifung aller dafür notwendigen Maßnahmen zu fordern, zu denen sich die Regierung durch die Ratifizierung 1985 verpflichtet hatte.
Ein weiterer Höhepunkt der modernen türkischen Frauenbewegung war der Protestmarsch am 17. Mai 1987, an dem 3000 Frauen teilnahmen. Anlass dieser Protestkundgebung war der Gerichtsfall einer schwangeren Frau, die wegen der Gewalthandlungen ihres Ehemannes die Scheidung einreichte. Der zuständige Richter verweigerte die Auflösung der ehelichen Verbindung und führte als Begründung unter anderem an: „Der Rücken der Frau soll nicht ohne Stock [für Prügel und Schläge], der Bauch nicht ohne Kind verbleiben.“ Dieses Urteil war eines unter hunderten ähnlich lautenden gerichtlichen Entscheidungen, dessen Offenlegung sich die Frauenbewegung zur Aufgabe machte. So war das erklärte Ziel der feministischen Bewegung die gesellschaftliche Anerkennung und Respektierung der Frauen als Individuen mit gleichen Rechten wie die Männer und die Bekämpfung einer Reduktion ihrer Persönlichkeit allein auf die akzeptierten Rollenbilder Mutter, Ehefrau oder Schwester.
Für die Sozialwissenschaftlerin Zühal Yeşilyurt Gündüz ist das Besondere der dritten Phase der Frauenbewegung, nach der osmanischen und der kemalistischen Strömung, die Tatsache, dass ihre Initiative von den türkischen Frauen selbst ausging und daher auch stärker durch ihre eigenen  Vorstellungen geprägt war als die vorangegangenen reformistischen Bewegungen. Anstatt der kemalistischen Idealisierung und Symbolisierung der Frau wurde die Respektierung des weiblichen Körpers und der individuellen Sexualität in den Mittelpunkt der Forderungen gerückt.
Durch langjährige Mobilisierung wurden so tabuisierte Themen in die öffentliche Debatte getragen, und erstmals auf einer breiteren Ebene diskutiert. Parallel schritt in den 90er Jahren die Institutionalisierung der feministischen Bewegung voran: Es wurden mehrere Frauenhäuser gegründet, die jedoch immer wegen finanzieller Engpässe von der Schließung bedroht waren. Außerdem wurden universitäre Frauenforschungszentren und Bibliotheken mit feministischen Schwerpunkten eröffnet.
Ein Erfolg der zunehmenden Frauenbildung ist der hohe Prozentsatz von Naturwissenschaftlerinnen an den Universitäten, der den Anteil in den westlichen Industrieländern übertrifft.
Zugleich öffnete sich die überwiegend kemalistische Frauenbewegung im Verlauf der 1990er Jahre auch für islamisch-religiös und kurdisch geprägte Strömungen. Der religiöse Zweig der Frauenbewegung gewann im weiteren Verlauf parallel mit dem allgemeinen Aufstieg des politischen Islams in der Türkei an Bedeutung. Zu einem wesentlichen Punbkt der politischen Auseinandersetzung wurde dabei das Kopftuchverbot als Folge des Putsches von 1997.

### Zivilrechtliche Reformen zugunsten der Frauen
1983 wurde Schwangerschaftsabbruch legalisiert. In den 90er Jahren wurden zahlreiche Artikel des Zivilrechts, die dem Gleichheitsprinzip widersprachen, revidiert. Unter anderem wurde 1992 der Artikel 159, der die Arbeitserlaubnis der Frau an die Zustimmung ihres Ehemannes band, durch das Verfassungsgericht aufgehoben. Des Weiteren können Frauen seit 1997 selbst entscheiden, ob sie nach der Eheschließung ihren eigenen Namen neben dem Namen des Ehemannes behalten wollen. 1998 trat außerdem ein Gesetz zum Schutz von Kindern und Frauen vor häuslicher Gewalt in Kraft.
Im Januar 2002 beschloss das türkische Parlament eine weitere umfangreiche Reform der zivilrechtlichen Gesetze. So wurde erstmals jener Artikel aufgehoben, der den Mann als Familienoberhaupt definierte. Weiters wurde das legale Heiratsalter auf 18 Jahre für Frauen und Männer angehoben. Außerdem erhielten außereheliche Kinder dieselben Erbrechte wie eheliche Kinder. Einige Forderungen von Frauenrechtsaktivistinnen wurden aber nicht erfüllt. Vor allem wurde die Abschaffung des großen Ermessensspielraumes der Richter gefordert, da dieser immer wieder zu unverhältnismäßig milden Bestrafungen der Täter führt.

### Situation seit 2000
Zwischen 2002 und 2009 hat sich die Zahl der ermordeten Frauen drastisch erhöht (für diesen Zeitraum um 1400 %). Dies wird von einigen Wissenschaftlern auf die konservative Politik der regierenden AKP und der erhöhten Stellung religiöser Werte für das Alltagsleben des Bürgers zurückgeführt, da nach klassischer Koranexegenese Gewalt gegen Frauen unter Umständen religiös sanktioniert wird (Sure 4:34).
Laut einem Bericht des Weltwirtschaftsforums über den Stand der Gleichberechtigung von Frauen in 134 Ländern, nahm die Türkei 2010 den Platz 126 ein.
Insbesondere die islamisch geprägte Frauenbewegung diversifizierte sich nach der Jahrtausendwende mit der Gründung verschiedener Organisatoren. Zumeist verfolgen sie einen liberalrekigiös-reformistischen Ansatz, bearbeiten aber das gleiche Themenspektrum wie die pointiert feministischen Zusammenschlüsse. Zudem hat die seit 2002 in der türkischen Politik dominierende Partei AKP eine Reihe konservativer Frauenorganisationen aufgebaut.
Im Jahr 2012 ratifizierte die Türkei als erster Staat das Übereinkommen des Europarats zur Verhütung und Bekämpfung von Gewalt gegen Frauen und häuslicher Gewalt. Dennoch erhielt die Türkei im Jahr 2018 eine Rüge vom Europarat wegen anhaltender Gewalt gegen Frauen, wegen Kinderehen und teils willkürlicher Milde durch Richter gegenüber Gewalttätern. So sei mehr als ein Viertel aller Frauen in der Türkei bereits vor der Volljährigkeit verheiratet, obwohl das Mindestalter für eine Eheschließung in der Türkei bei 18 Jahren liegt. Außerdem monierte der Europarat, in der türkischen Gesellschaft herrsche bis in höchste politische Etagen restriktive Ansichten über die Rolle der Frau. In der Türkei würde Vergewaltigung oft als der Fehler der Frauen gesehen, die damit die Familie „entehrten“. Im März 2021 trat die Türkei durch ein Dekret des türkischen Präsidenten Recep Tayyip Erdoğan aus dem Übereinkommen mit der Begründung aus, es schade der Einheit der Familie und fördere Scheidungen.
Laut der Federation of Women Associations of Turkey stiegen Femizide von 2015 bis 2019 um mehr als 50 Prozent in der Türkei an. 474 Femizide gab es demnach im Jahr 2019.